# Anastrepha anomoiae
Anastrepha anomoiae är en tvåvingeart som beskrevs av Allen L.Norrbom 2002. Anastrepha anomoiae ingår i släktet Anastrepha och familjen borrflugor. Inga underarter finns listade i Catalogue of Life.